# Пеццотти, Нарцисо
Нарцисо Пецотти (итал. Narciso Pezzotti; родился 8 июля 1942 года, Оффаненго, Италия) — итальянский футболист, выступающий на позиции полузащитника, тренер, известный по многолетнему сотрудничеству с тренерами Вуядином Бошковым и Марчелло Липпи.

## Карьера
Будучи игроком, Нарцисо играл на позиции полузащитника в Серии С и других более низших лигах, а именно: «Крема», «Больцано», «Кьети», «Эмполи», СПАЛ и «Солбиатезе», ставший последним клубом игрока. Пецотти был вынужден завершить карьеру из-за тяжелой травмы колена.
После получения тренерской лицензии он становится наставником своего последнего клуба игровой карьеры — «Солбиатезе», затем стал тренером «Комо». Несмотря на то, что в клубе он пробыл лишь тринадцать туров, под его руководством успел завершить дебютный сезон будущий чемпион мира Пьетро Верховод. Последней командой Нарцисо как главного тренера стал «Эмполи». С 1982 года он начал работать в качестве ассистента главного тренера: до 1984 года он был помощником Эудженио Берселлини в «Торино», позднее был в штабе Вуядина Бошкова; сначала в «Сампдории», а затем в «Роме» (в свою очередь, югославский специалист считал Пецотти «тренером» команды, а себя Бошков считал техническим директором клуба). Тем не менее, работа в Роме стала последней для тандема Бошков—Пецотти, поскольку клуб и главный тренер прекратили сотрудничество. 1 июля 1994 года Пецотти становится ассистентом известного специалиста Марчелло Липпи. Липпи и Пецотти работали в таких клубах, как: «Ювентус», «Интернационале», а также поработали с итальянской сборной. В 2006 Пецотти стал чемпионом мира в составе тренерского штаба национальной сборной. Тем не менее, после победного мундиаля специалисты покинули сборную. В 2008 году Липпи и Пецотти вернулись к работе в сборной, однако, без особого успеха. Позднее, Пецотти стал ассистентом Липпи в китайской команде «Гуанчжоу Эвергранд», а затем и национальной сборной Китая.